# فرويغارد أي إوسبي

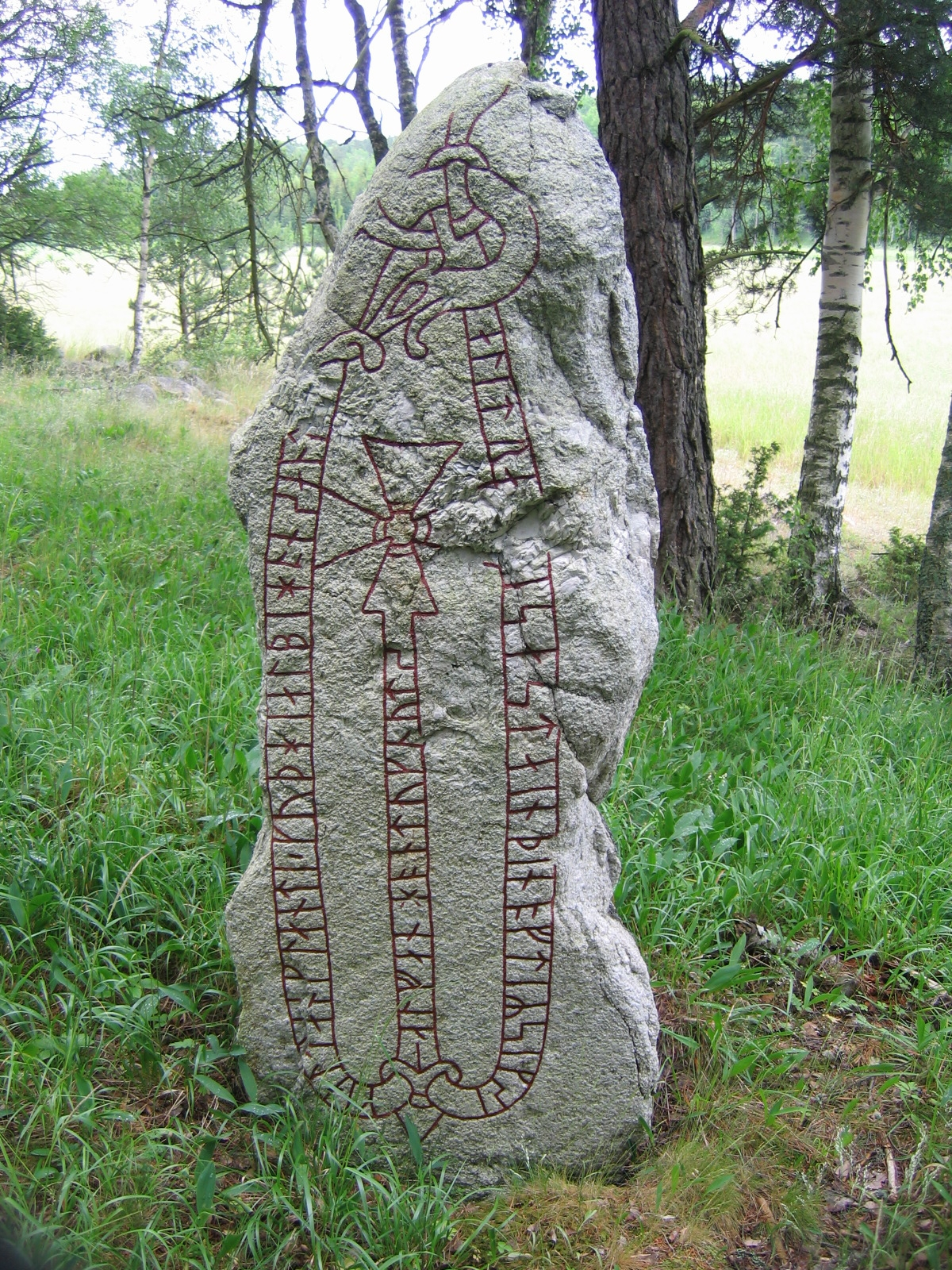
ينسب U 194 في فاسبي إلى فرويغارد خطأ.

فرويغارد (بالسويدية: Frögärd i Ösby)‏ أولفسدوتر أي إوسبي (القرن الحادي عشر) امرأة شمالية سويدية. كانت يعتقد خطأ أنها خادمة في عصر فايكنغ اعتمادا على التفسير الخاطئ لـ إيريك براتي  لحجر الشاهد الجيري U 203. في وقت مبكر من عام 1943 ، أثبت إلياس ويسين أن التسلسل المذكور لا يمكن قراءته كتوقيع كارفر. 
حفر الحجر U 203 بتمويل آلي (أو آللي) في ذكرى ابنه أولف، "والد فرويغارد"، آلي موّل حفر أيضًا حجر الشاهد U 194 ، الذي أقامه في ذكرى نفسه بينما كان لا يزال على قيد الحياة. وفقًا للنقش على الحجر، تلقى آلي حصة من ضريبة كانوتي العظيم في عام 1017. وهذا يعني أن فروغارد على الأرجح عاشت ضمن عائلة ثرية وكانت المستفيدة الوحيدة من ميراث والدها وجدها. تشير بيرجيت سوير إلى أن هدف آلي من حفر الحجر U 203 كان الاعتناء بميراث حفيدته القاصر. 
كلا من U 194 و U 203 منقوشان بواسطة آزموند كايرسون ‏